# Karl Gustaf Staaf
Karl Gustaf Vilhelm Staaf (Stockholm, 1881. április 6. – Motala, 1953. február 11.) olimpiai bajnok svéd kötélhúzó.
Az 1900. évi nyári olimpiai játékokon indult 5 számban. Legnagyobb sikerét kötélhúzásban érte el. Ebben a versenyben olimpiai bajnok lett a Nemzetközi Csapat színeiben, mely dánokból és svédekből állt. Csak két csapat indult, megverték a franciákat.
Még 4 atlétikai számban vett részt. A helyből hármasugrás és a hármasugrás számokban nem tudni az eredményeit. Rúdugrásban 7., kalapácsvetésben pedig 5. lett.